# Лисовенко, Леонид Александрович
Леони́д Александро́вич Лисове́нко (26 февраля 1939, Москва, РСФСР — 9 января 2017, Москва, Российская Федерация) — советский и российский биолог, ихтиолог, специалист по японскому языку и автор словарей.

## Биография
Детство провёл в посёлке Малаховка.

### Образование

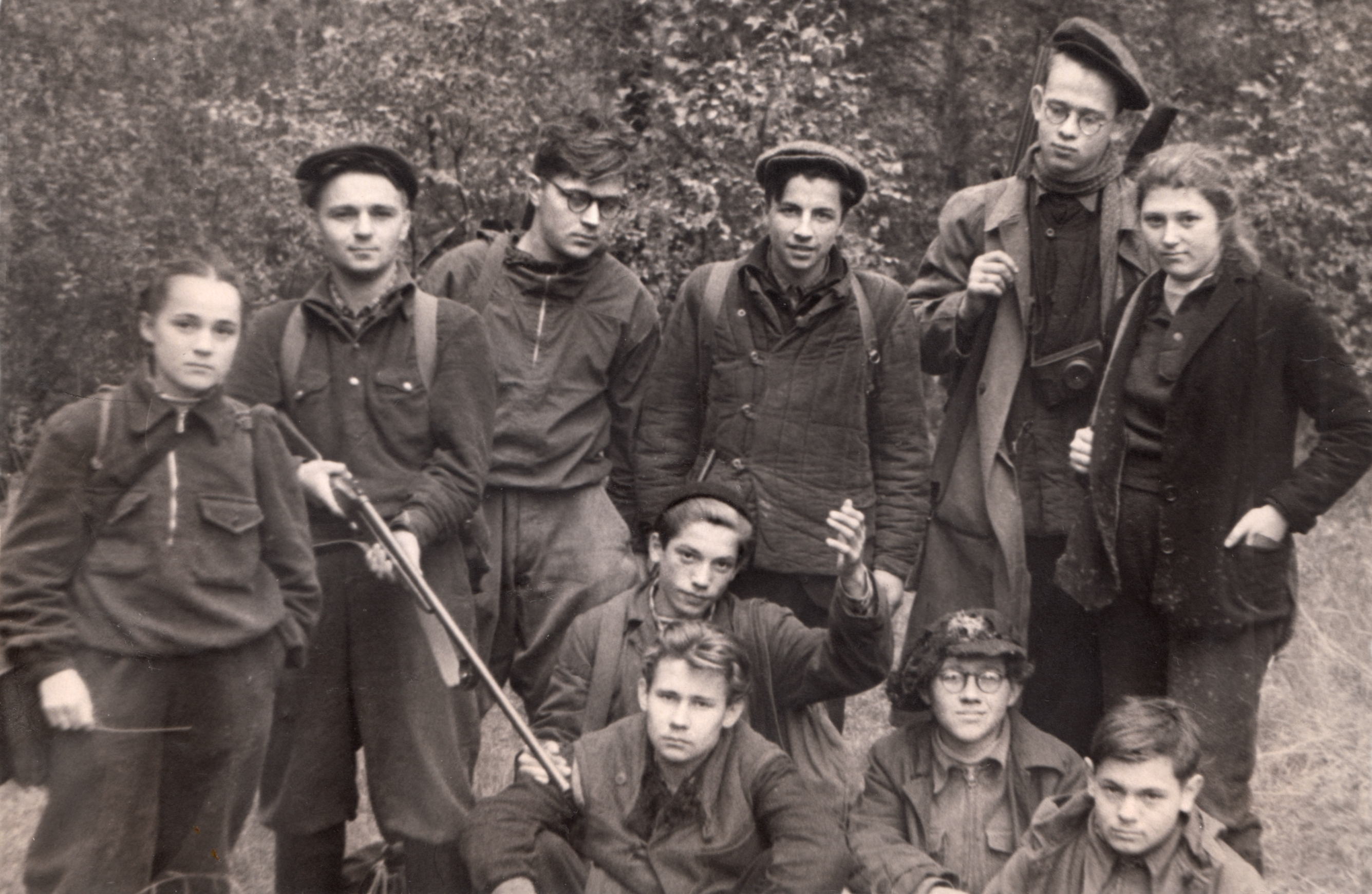
Л. А. Лисовенко (стоит в очках) в ВООП

В 1952—1956 годах активно занимался в биологическом кружке ВООП под руководством П. П. Смолина. К работе в кружке он привлёк соседа из Малаховки Петра Второва. Вместе с ним, а также Борисом Виленкиным, Романом Злотиным, Ольгой Шохиной, Михаилом Черняховским, Юрием Пузаченко и Николаем Дроздовым, все они стали яркими представителями второго поколения ВООПовцев. Тройкой Злотин-Второв-Лисовенко руководил Ю. Равкин, под его руководством они готовили кандидатские работы в кружке.
Учился на кафедре ихтиологии Биологического факультета МГУ, который окончил в 1961 году.

### Научная работа

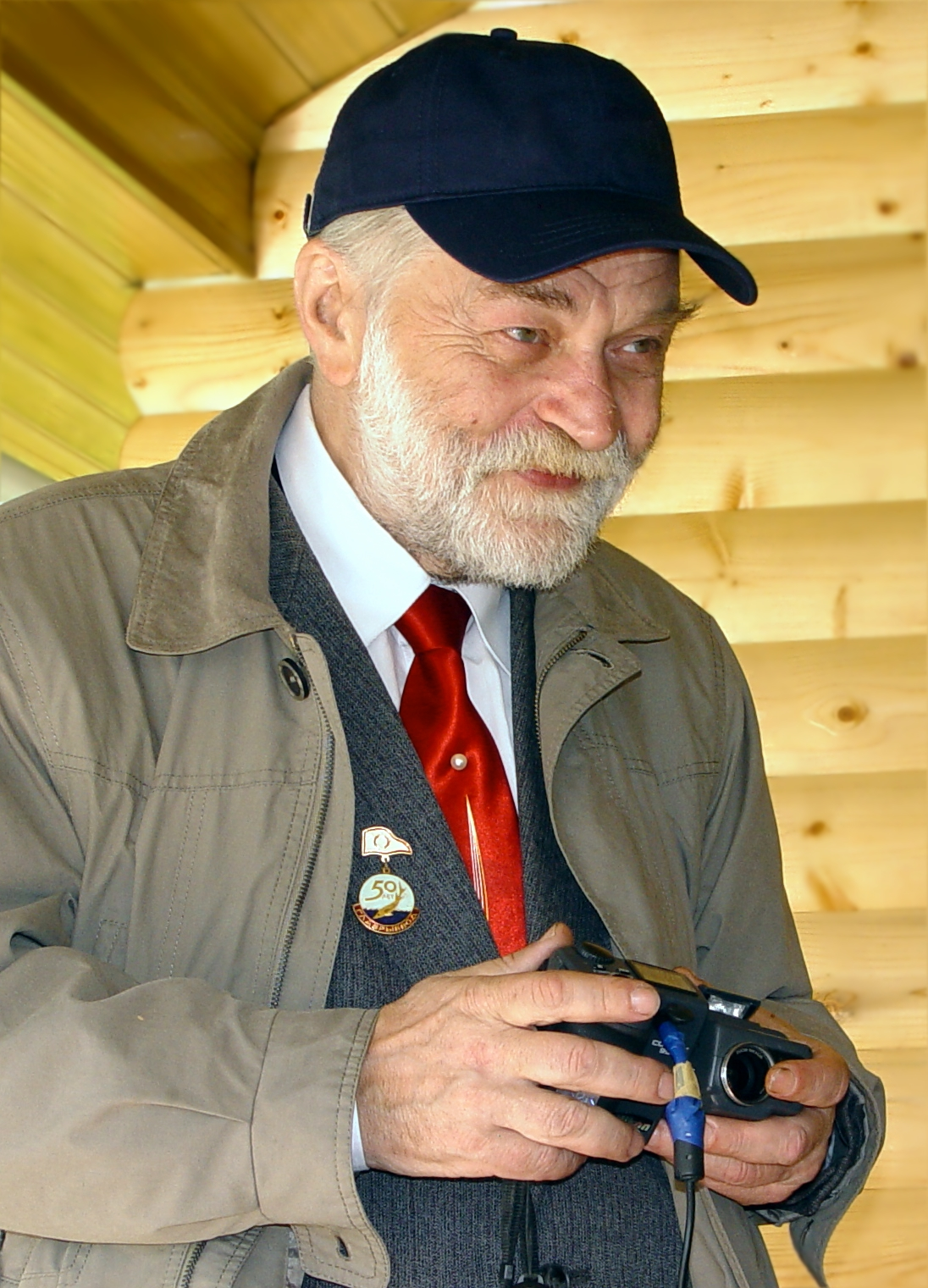
Л. А. Лисовенко, 2005 г.

Основной предмет его научных исследований был связана с морской ихтиологией. Работал в экспедициях на Дальнем Востоке, Чёрном море и Антарктике. В Москве в ВНИРО (Сектор раннего онтогенеза рыб, под руководством Т. Г. Любимовой) и в Зоомузее МГУ.
В 1962 году он собрал большой научный материал по личинкам и ихтиопланктону морского окуня (главным образом Тихоокеанский клювач) в экспедиции в Залив Аляска.
Его основные научные достижения были связаны с исследованиями эмбрионального развития, плодовитости и размножения морских промысловых рыб. Главным образом:
- Черноморской хамсы (Engraulis encrasicolus ponticus)
- Тихоокеанского морского окуня
- Минтая.

Результаты этих исследований открыли новые подходы к оценкам пополнения популяций этих рыб.
Им были получены новые данные о соотношении полов, длине при наступлении половой зрелости, характере оогенеза, размерном составе ооцитов в яичниках и плодовитости китовой белокровки Neopagetopsis ionah в море Лазарева (cм. библиографию).
Он изучал интенсивность размножения и рационы черноморской хамсы. Детально исследовал динамику биомассы и продуктивности рыб. Описал метод оценки плодовитости порционно нерестящихся рыб, что дало возможность определять частоту и кратность нереста за сезон. Проводил лабораторные эксперименты по определению типа питания рыб.
В 1987—1992 годах проводил многолетние полевых работ в различных районах Чёрного моря, где разными методами изучал суточную динамику оогенеза и нереста черноморской хамсы, а также количественные параметры её размножения.
В 1990-х годах им первые была проведена оценка интенсивности питания черноморской хамсы с помощью:
- определения скорости переваривания пищи
- методом прямого учета
- через расчёт энергетических трат.

В 1990 году он стал автором-составителем известного всем мировым специалистам русско-японского и японско-русского словаря по рыбоводству.
Во ВНИРО работал в лаборатории биоресурсов Антарктики.

### Японистика

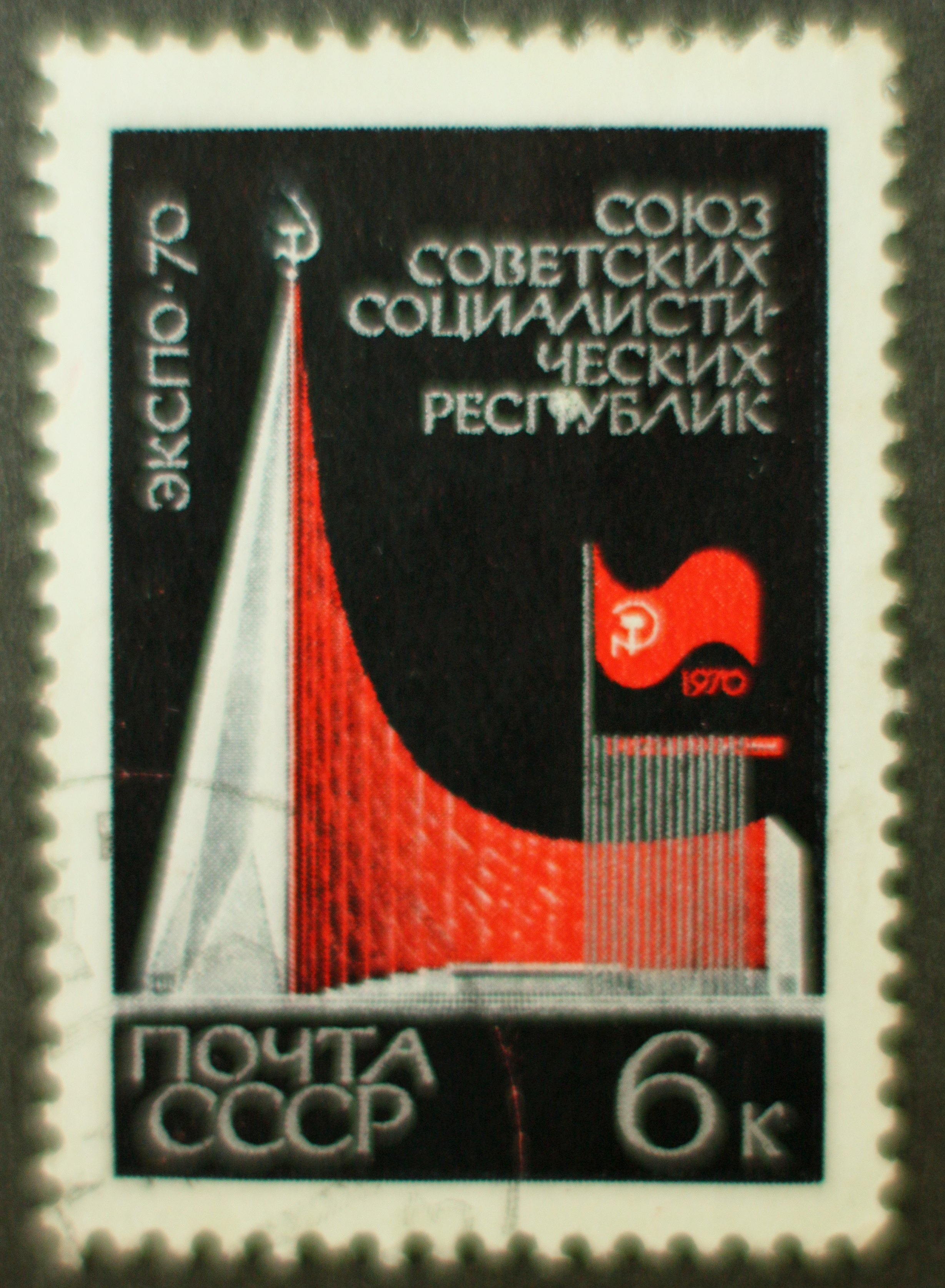
Павильон СССР на «ЭКСПО-70»

В конце 1960-х годов изучал японский язык, был переводчиком на рыболовных судах во время экспедиций в Японском море и Тихом океане.
В 1970 году принял активное участие в организации и работе советского павильона Всемирной выставки в городе Осака (Expo '70). Работал там переводчиком и научным консультантом.
В 1970—1990 годах самостоятельно собрал уникальную японско-англо-русскую картотеку биологических слов и терминов. Одним из первых начал составление баз данных на японских персональных компьютерах на основе своей картотеки японских терминов. Организовал работу программистов по внедрению возможности написания японских иероглифов на компьютерах в России. Всё это позволило ему выпустить ряд уникальных словарей, которые стали справочником японской биологической номенклатуры.
Как японист, во Всесоюзном центре переводов научной и технической документации (ВЦП) опубликовал «Тетради новых терминов № 143», в книгу вошла терминология по биологии, ихтиологии, генетике, селекции, анатомии, физиологии и разведению рыб и других водных животных. При составлении этого справочника переводчика использовалась современная японская научная литература, периодика и справочники.
С 1987 года сотрудничал с издательством Русский язык, где 3 года готовился к изданию его фундаментальный «Японско-русский и русско-японский словарь по рыбному хозяйству», опубликованный в 1990 году, содержащий 29 тысяч терминов по разделам:
- промышленное рыболовство,
- сырьевая база рыбного хозяйства,
- общая теория рыболовства,
- биология и экология объектов рыболовства и рыбоводства,
- аквакультура,
- технология обработки рыбных продуктов,
- промысловая экология и др.

Англо-русский толковый словарь генетических терминов, в котором он был соавтором выдержал два прижизненных издания (1995, 2005). В него входит объяснение современных терминов применяемых в генетике, биохимии, молекулярной биологии, вирусологии, физиологии и паразитологии.

## Членство в организациях
- 1952 — Юношеский биологический кружок ВООП.
- 1960 — Московское общество испытателей природы (МОИП).

## Библиография

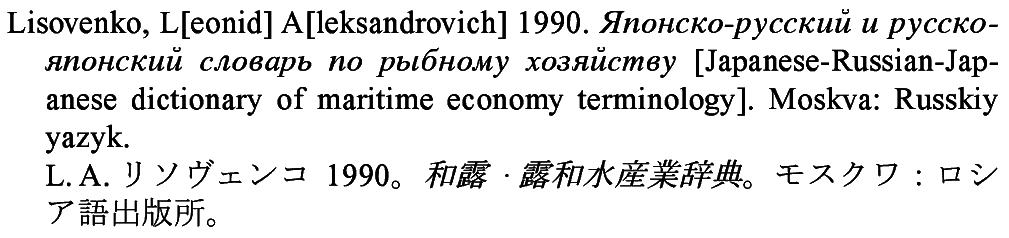
1990

### Монографии и словари
- Шуст К. В., Лисовенко Л. А., Козлов А. Н. и др. Методические указания по сбору и первичной обработке ихтиологических материалов в водах Антарктики. М.: Изд-во ВНИРО, 1983. 53 с.
- Шуст К. В., Ефременко В. Н., Козлов А. Н., Лисовенко Л. А., Ефанов С. Ф. Методические указания по учёту молоди антарктических рыб в крилевых уловах. М.: Изд-во ВНИРО, 1986. 52 с.
- Лисовенко Л. А. Японско-русские термины по генетике и селекции рыб. М.: Всесоюзный центр переводов, 1989. 122 с. (Тетради новых терминов № 143).
- Лисовенко Л. А. Японско-русский и русско-японский словарь по рыбному хозяйству: 漁業に関する日露・露日辞典 29000 терминов. — М.: Русский язык, 1990. 528 с.. — ISBN 5-200-01189-2.
- Арефьев В. А., Лисовенко Л. А. Англо-русский толковый словарь генетических терминов. — М. : Изд-во ВНИРО, 1995. — 405, [1] с. : ил. ISBN 5-85382-132-6 (2-е издание. М.: ВНИРО, 2005. — 791 с.)
- Лисовенко Л. А. Размножение рыб с прерывистым оогенезом и порционным нерестом на примере минтая Западной Камчатки = Reproduction of Fishes with Interrupted Oogenesis and Batch Spawning in Walleye Pollock from the Western Kamchatka as an Example. — М. : Изд-во ВНИРО, 2000. — 111 с. : ил., табл. ISBN 5-85382-204-7

### Основные научные статьи
- Лисовенко Л. А. Распределение личинок тихоокеанского морского окуня Sebastodes alutus Gilbert в заливе Аляска // Труды ВНИРО, Том 53, вып. 3, 1964. C. 223—231.
- Лисовенко Л. А. О плодовитости Sebastodes alutus Gilbert зал. Аляска // Труды ВНИРО, Том 58, вып. IV, 1965. C. 171—178.
- Lisovenko L. A. Distribution of the larvae of rockfish (Sebastodes alum Gilbert) in the Gulf of Alaska // Soviet Fisheries Investigations in the Northeast

Pacific. 1967. Pt 111. P. 217—225.
- Lisovenko L. A. Reproduction of rockfishes (family Scorpaenidae) off the Pacific coast of South America // Journal of Ichthyligy. 1979. Vol 18. P. 262—268.
- Лисовенко Л. А. Некоторые особенности размножения шельфовых рыб Антарктики // Особенности размножения, распределения икры, личинок и молоди массовых видов нототеноидных рыб. М.: ОНТИ: ВНИРО, 1982а. С. 3—16.
- Лисовенко Л. А. О характере оогенеза морских икромечущих рыб и подходах к определению" их плодовитости // Особенности репродуктивных циклов у рыб в водоемах разных широт. М.: Наука. 1985. С. 55-64.
- Лисовенко Л. А., Вертунов А. М. Размножение полиприона-ануку юго-западнойчасти Индийского океана в связи с сезонными особенностями его поведения // Поведение промысловых рыб. М:: ВНИРО. 1985. С. 85-101.
- Лисовенко Л. А., Трунов И. А. Некоторые новые сведения о размножении китовой белокровки Neopagetopsis ionah моря Лазарева // Вопросы ихтиологии. 1988. Т. 28. № 6. С. 946—952.
- Лисовенко Л. А., Прутько В. Г. Репродуктивная биология Diaphus suborbitalis Weber (Myctophidae) в экваториальной части Индийского океана. 1. Характер оогенеза и тип нереста // Вопросы ихтиологии. 1986. Т. 26. Вып. 4. С. 619—629.
- Лисовенко Л. А., Прутько В. Г. Репродуктивная биология Diaphus suborbitalis Weber (Myctophidae) в экваториальной части Индийского океана. 2. Плодовитость и репродуктивные возможности // Вопросы ихтиологии. 1987. Т. 27. Вып. 1. С. 89-101.
- Лисовенко Л. А., Овен Л. С., Андрианов Д. П. 1988. Суточная ритмика размножения черноморской хамсы // 4 Всесоюзная конференция по раннему онтогенезу рыб: [Мурманск, 28-30 сент. 1988]. Ч. 1. Мурманск, 1988. С. 171—174.
- Лисовенко Л. А., Андрианов Д. П., Булгакова Ю. В. Об интенсивности размножения и рационах черноморской хамсы // Современные проблемы промысловой океанологии: 8 Всесоюзная конференция по промысловой океанологии: [Ленинград. 15-19 окт. 1990]. Л. 1990. C. 99-101.
- Лисовенко Л. А., Андрианов Д. П., Архипов А. Г. О созревании и нересте сеголетков черноморской хамсы // 5 Всесоюзная конференция по раннему онтогенезу рыб: [Астрахань. 1-3 окт. 1991]. М. 1991. C. 128—130.
- Лисовенко Л. А., Андрианов Д. П. Определение абсолютной индивидуальной плодовитости порционно нерестящихся рыб // Вопросы ихтиологии. 1991. Т. 31. № 4. С. 631—641.
- Булгакова Ю. В., Андрианов Д. П., Лисовенко Л. А. Эколого-физиологические особенности питания черноморской хамсы в нерестовый период // 8 Научная конференция по экологии, физиологии и биохимии рыб: [30 сент.- 3 окт. 1992]. T. 1. Петрозаводск: Ин-т биол. КНЦ РАН, 1992. С. 41-42.
- Лисовенко Л. А., Андрианов Д. П., Архипов А. Г., Рашев К. М. О созревании и нересте сеголеток черноморской хамсы Engraulis encrasicolus ponticus в августе 1990 г. // Вопросы ихтиологии. 1994. Т. 34. № 2. С. 266—275.
- Андрианов Д. П., Лисовенко Л. А., Булгакова Ю. В., Овен Л. С. Экология размножения черноморской хамсы Engraulis encrasicolus ponticus: Суточная циклика оогенеза и нереста // Вопросы ихтиологии. 1996. Т. 36. № 4. С. 514—526.
- Lisovenko L. A., Andrianov D. P. Reproductive biology of anchovy (Engraulis encrasicolus ponticus, Alexandrov 1927) in the Black Sea // Scientia Marina. 1996. Vol. 60. Suppl. 2. P. 209—218.
- Лисовенко Л. А., Андрианов Д. П., Булгакова Ю. В. Экология размножения черноморской хамсы Engraulis encrasicolus ponticus: Количественные параметры нереста // Вопросы ихтиологии. 1997. Т. 37. № 5. С. 639—646.
- Булгакова Ю. В., Андрианов Д. П., Лисовенко Л. А. Оценка интенсивности питания черноморской хамсы Engraulis encrasicolus ponticus // Вопросы ихтиологии. 1997. Т. 37. № 5. С. 653—659.